# Skarżyce (województwo dolnośląskie)
Skarżyce (niem. Grunau) – wieś w Polsce położona w województwie dolnośląskim, w powiecie świdnickim, w gminie Strzegom.

## Podział administracyjny
W latach 1975–1998 miejscowość położona była w województwie wałbrzyskim.

## Demografia
Według Narodowego Spisu Powszechnego (III 2011 r.) liczyły 65 osób. Są najmniejszą miejscowością gminy Strzegom.